# Oldřich Bubeníček

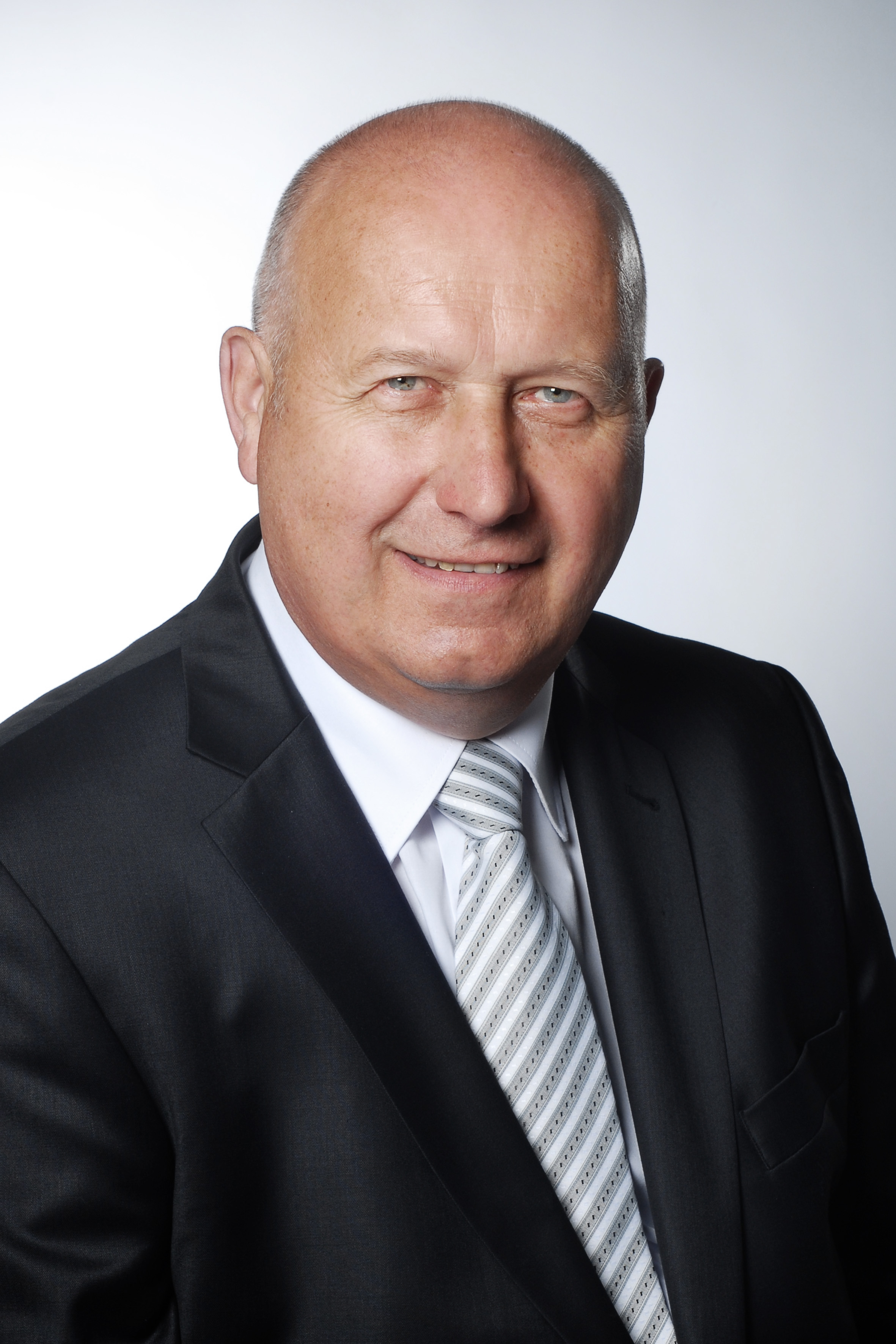
Oldřich Bubeníček, 2012

Oldřich Bubeníček (* 5. Januar 1953 in Ústí nad Orlicí) ist ein tschechischer Politiker. Er war von 2012 bis 2020 Hejtman der Region Ústí und ist Mitglied der KSČM.

## Lebenslauf
Nach dem Besuch der Schule in seiner Geburtsstadt war er Arbeiter in einer Glashütte. 1974 trat er in die  KSČ ein und wurde später Kreisfunktionär in Teplice. In den 90er Jahren war er Kreisvorsitzender der  KSČM in Teplice und arbeitete zwischen 1995 und 2008 als Redakteur der Zeitung  Haló noviny. Seit dem Jahre 1990 war er zudem Mitglied des Stadtrates in Bílina. 2000 und 2006 kandidierte er erfolglos für den tschechischen Senat.
2004 wurde Bubeníček erstmals ins Regionsparlament der Region Ústí gewählt, dem er bis 2020 angehörte. Bei den Regionalwahlen 2012 war er Spitzenkandidat seiner Partei, auf die mit rd. 25 % die meisten Stimmen entfielen. In einem Bündnis mit den Sozialdemokraten wurde -er zum neuen Landeshauptmann (Hejtman) der Region gewählt. Bubeníček ist der erste Hejtman der Tschechischen Republik, der als Mitglied der KSČM in eine solche Funktion gewählt wurde.
Nach der für die KSČM erfolgreichen Kommunalwahl übernahm er 2015 zusätzlich das Amt des Bürgermeisters seiner Heimatstadt Bílina.
Zwar wurde die KSČM bei den Regionalwahlen 2016 mit 15,82 % der Stimmen nur noch zweitstärkste Kraft hinter der ANO 2011. Dank der Fortsetzung der Zusammenarbeit mit der ČSSD und der Listenverbindung von SPD und SPO konnte Bubeníček seine Position als Hejtman verteidigen.
Nach den Kommunalwahlen 2018 verlor Bubeníček seine Position als Bürgermeister von Bílina. Anfang Juni 2020 bewarb sich Bubeníček bei den aufgrund des Todes des amtierenden Senators Jaroslav Kubera vorgezogenen Wahlen zum Senat abermals um ein Mandat im Wahlkreis Teplice. Mit 16,36 % verpasste Bubeníček als dritter den Einzug in die Stichwahl. Bei den Regionalwahlen 2020 kandidierte Bubeníček nicht mehr. Nachfolger von Bubenicek in der Funktion des Hejtman wurde am 16. November 2020 Jan Schiller (ANO 2011).

## Familie
Bubeníček ist verheiratet und hat drei Kinder.